# Скалак (област Бургас)
 За другото българско село вижте Скалак (Област Кърджали).  
Скала̀к е село в Югоизточна България, община Руен, област Бургас.

## География
Село Скалак се намира в югоизточна България, около 45 km северозападно от областния център Бургас и 17 km в същата посока от Айтос, около 20 km на север-североизток от Карнобат и около 16 km на запад от общинския център Руен. Общинският път до село Скалак е отклонение през село Череша от третокласния републикански път III-7305, който на запад води през селата Люляково, Съединение и Камчия към връзка с второкласния републикански път II-73 (Карнобат – Шумен), а на югоизток от село Череша – към село Вресово и връзка с третокласния републикански път III-208 (Айтос – Провадия).
Село Скалак е разположено в Източна Стара планина, в северните склонове на Карнобатска планина. Климатът е преходноконтинентален, в землището преобладават ранкери и лесивирани почви.
В землището на Скалак – по списъчните данни на Басейнова дирекция „Черноморски район“, актуални към 24 януари 2020 г. – има три малки язовира (микроязовира): № 147. „Край село“ на река Корудере от поречието на Бяла река; № 148. „Скалак“ на река Алмалъдере от поречието на Бяла река и № 223. „Зад стопански двор“ на река Корудере от поречието на Бяла река.
Населението на село Скалак наброява 760 души към 1934 г., 938 – към 1975 г. (максимум) и след спад и колебания в числеността – 519 души (по текущата демографска статистика за населението) към 2018 г.
При преброяването на населението към 1 февруари 2011 г., от обща численост 620 лица, за 33 лица е посочена принадлежност към „българска“ етническа група, за 304 – към „турска“ и за останалите не е даден отговор.
Жителите на Скалак са етнически турци и българи – преселници от Смолянско.

## История
След края на Руско-турската война 1877 – 1878 г., по Берлинския договор селото остава на територията на Източна Румелия. От 1885 г. – след Съединението, то се намира в България с името Сара̀ кая, Саръ̀ кая. Преименувано е на Скалак през 1934 г.

## Население

### Етнически състав
Преброяване на населението през 2011 г.
Численост и дял на етническите групи според преброяването на населението през 2011 г.:
|                     | Численост |
| Общо                | 620       |
| Българи             | 33        |
| Турци               | 304       |
| Цигани              | 26        |
| Други               | -         |
| Не се самоопределят | -         |
| Неотговорили        | 282       |

## Религия
Религията, изповядвана в село Скалак, е ислям.

## Обществени институции
Село Скалак към 2020 г. е център на кметство Скалак.
В село Скалак към 2020 г. има:
- действащо читалище „Максим Горки – 1951 г.“;[12][13]
- действащо общинско основно училище „Йордан Йовков“;[14][15]
- постоянно действаща джамия;[16]
- пощенска станция.[17]

## Културни и природни забележителности
- Скални образувания „Сватбата“, „Амбар кая“ и „Таушан кая“
- Връх Острица
- Късноантична крепост "Калето"

## Редовни събития
В края на лятото – началото на есента, след като се прибере цялата реколта от полето, в селото се изпълнява и ритуалът Джамал.

## Други
Има футболен клуб – ФК „Острица“ и детска градина.